# Диогварди, Джозеф
Джозеф Диогварди (англ. Joseph J. DioGuardi, алб. Xhozef DioGuardi; род. 20 сентября 1940, Нью-Йорк) — американский политик албанского происхождения, потомок албанских иммигрантов из Италии.

## Биография
В 1962 году Джозеф Диогварди окончил Фордемский университет в Нью-Йорке. После окончания обучения был принят на работу в американскую аудиторскую компанию Arthur Andersen на должность бухгалтера. После 10 лет работы получил статус партнёра фирмы. Диогварди специализировался на государственном налогообложении некоммерческих организаций.
В 1985—1989 гг. конгрессмен США от штата Нью-Йорк, член Республиканской партии. Возглавляет Албанско-Американскую Гражданскую Лигу.
Является отцом американской певицы, автора и композитора поп-песен Кары Диогуарди.